# Шоркаси (Чувасько-Сорминське сільське поселення)
Шорка́си (рос. Шоркасы, чув. Шуркасси Сурăм) — присілок у складі Аліковського району Чувашії, Росія. Входить до складу Чувасько-Сорминського сільського поселення.
Населення — 57 осіб (2010; 93 у 2002).
Національний склад:
- чуваші — 99 %